# Luis Largo
Pour les articles homonymes, voir Largo.
Largo  Quintero est un nom espagnol. Le premier nom de famille, en général paternel, est Largo ; le second, en général maternel, souvent omis, est Quintero.
Luis Alberto Largo Quintero est un coureur cycliste colombien, né le 14 avril 1990 à Chíquiza (département de Boyacá). 

## Repères biographiques
Lors du Tour de Colombie 2013, il s'empare du maillot de leader au soir de la onzième étape mais le perd le lendemain en terminant à plus d'un quart d'heure des favoris. Il termine également troisième du classement de la montagne de cette course.
En 2014, il rejoint l'équipe continentale professionnelle Colombia. Après avoir commencé la saison lors de l'Étoile de Bessèges, le 20 février, le manager général Claudio Corti ordonne, de manière préventive, sa suspension immédiate, après la révélation d'un résultat non-négatif, lors d'un contrôle, effectué hors-compétition, le 22 janvier, à Villongo (province de Bergame), peu de temps après son arrivée en Italie. Il écope d'une suspension de deux ans qui prend fin le 18 février 2016.
En novembre 2017, l'Union cycliste internationale notifie à Luis Largo un résultat analytique anormal au CERA, sur des échantillons prélevés lors du précédent Tour de Colombie. Il est suspendu pour une durée de huit ans.

## Palmarès
- 2010
  - 1re étape du Tour de Colombie espoirs (contre-la-montre par équipes)
- 2012
  - 3e de la Vuelta a Boyacá
- 2013
  - Vuelta a Cundinamarca :
    - Classement général
    - 1re étape

## Classements mondiaux
| Année            | 2013 | 2014 | 2015 | 2016 | 2017 |
| ---------------- | ---- | ---- | ---- | ---- | ---- |
| UCI America Tour | 309e |      |      |      | 460e |